# Utricularia longifolia
Utricularia longifolia är en tätörtsväxtart som beskrevs av Gardn.. Utricularia longifolia ingår i släktet bläddror, och familjen tätörtsväxter. Inga underarter finns listade i Catalogue of Life.

## Bildgalleri

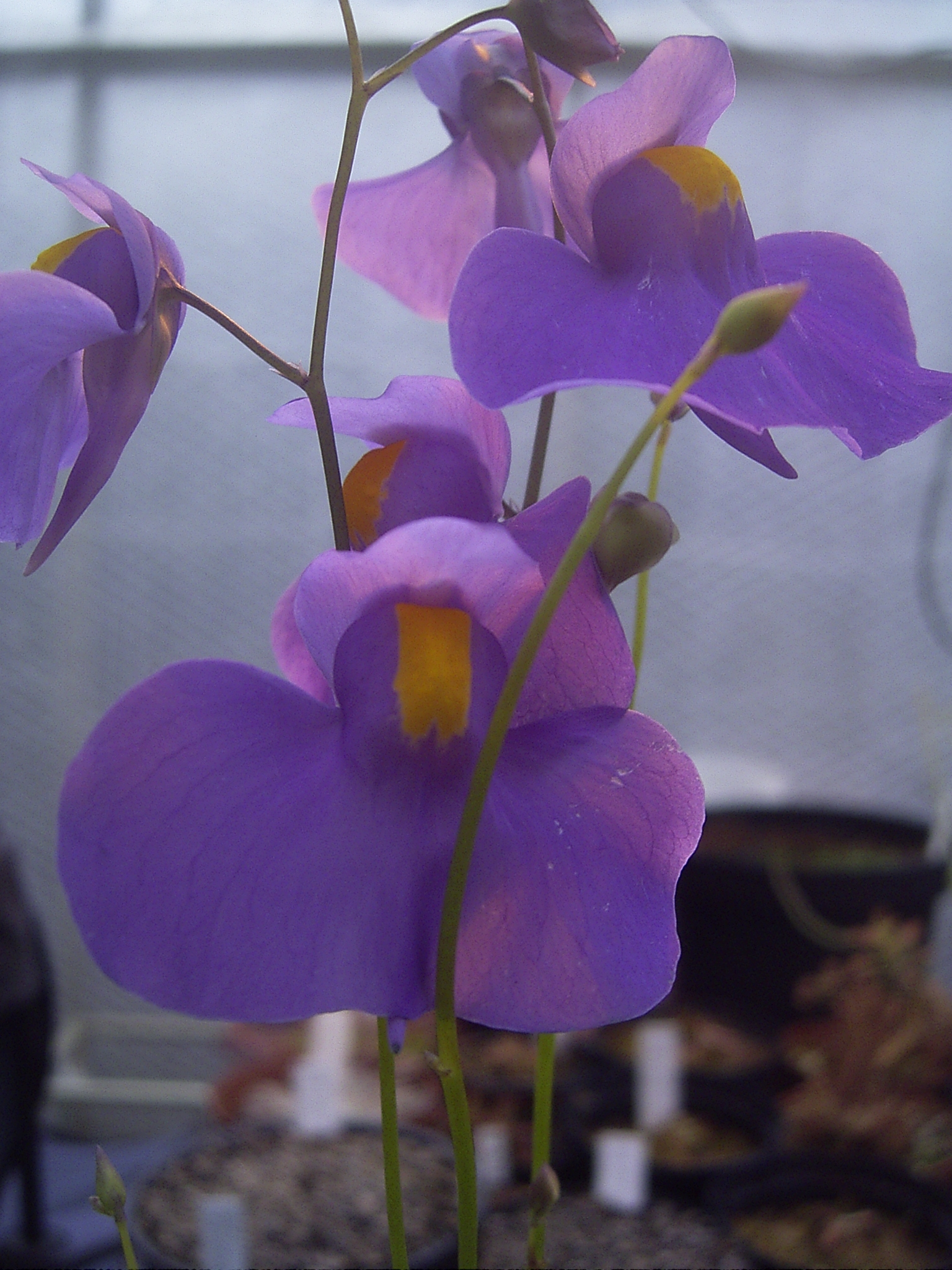
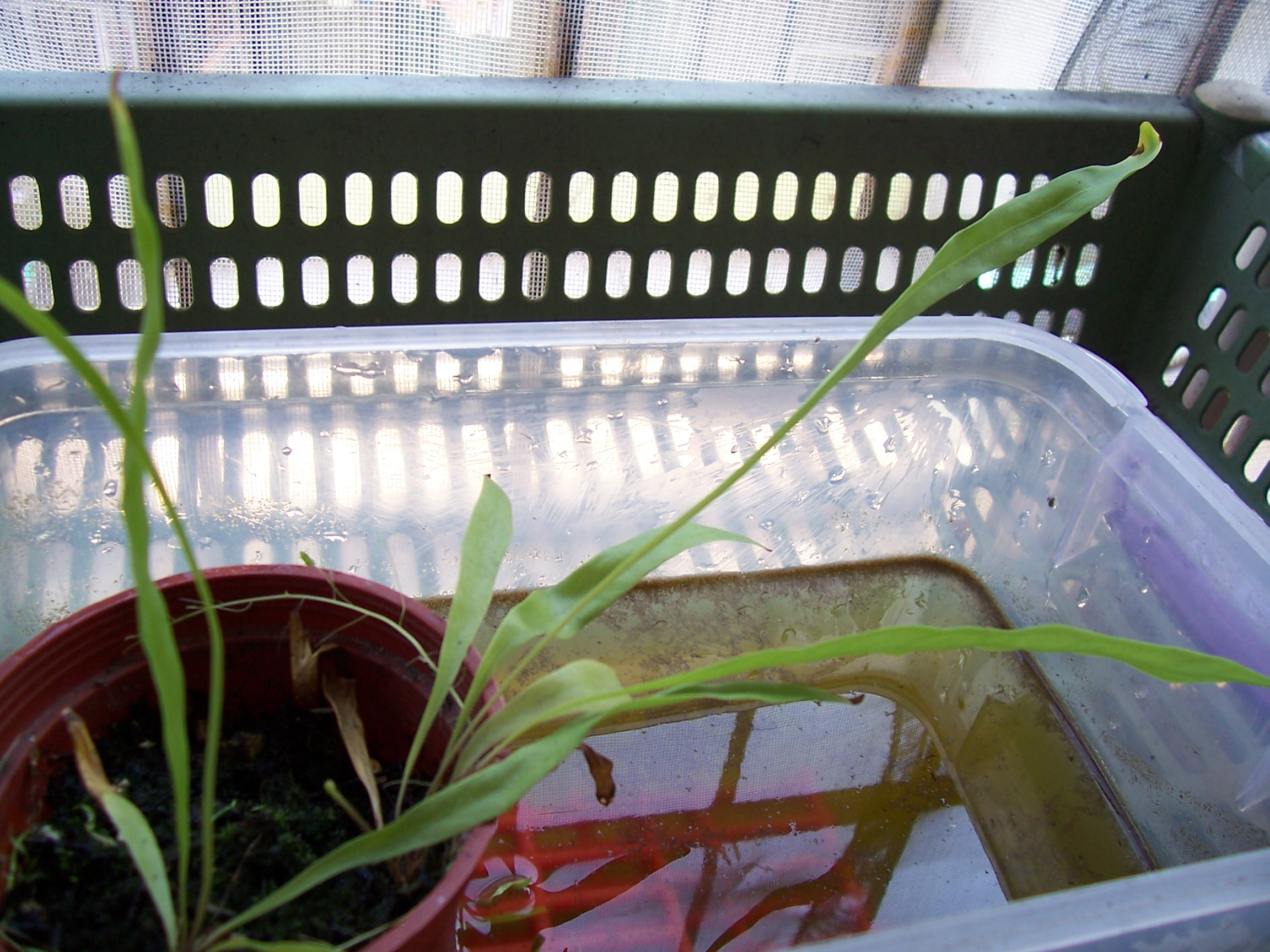
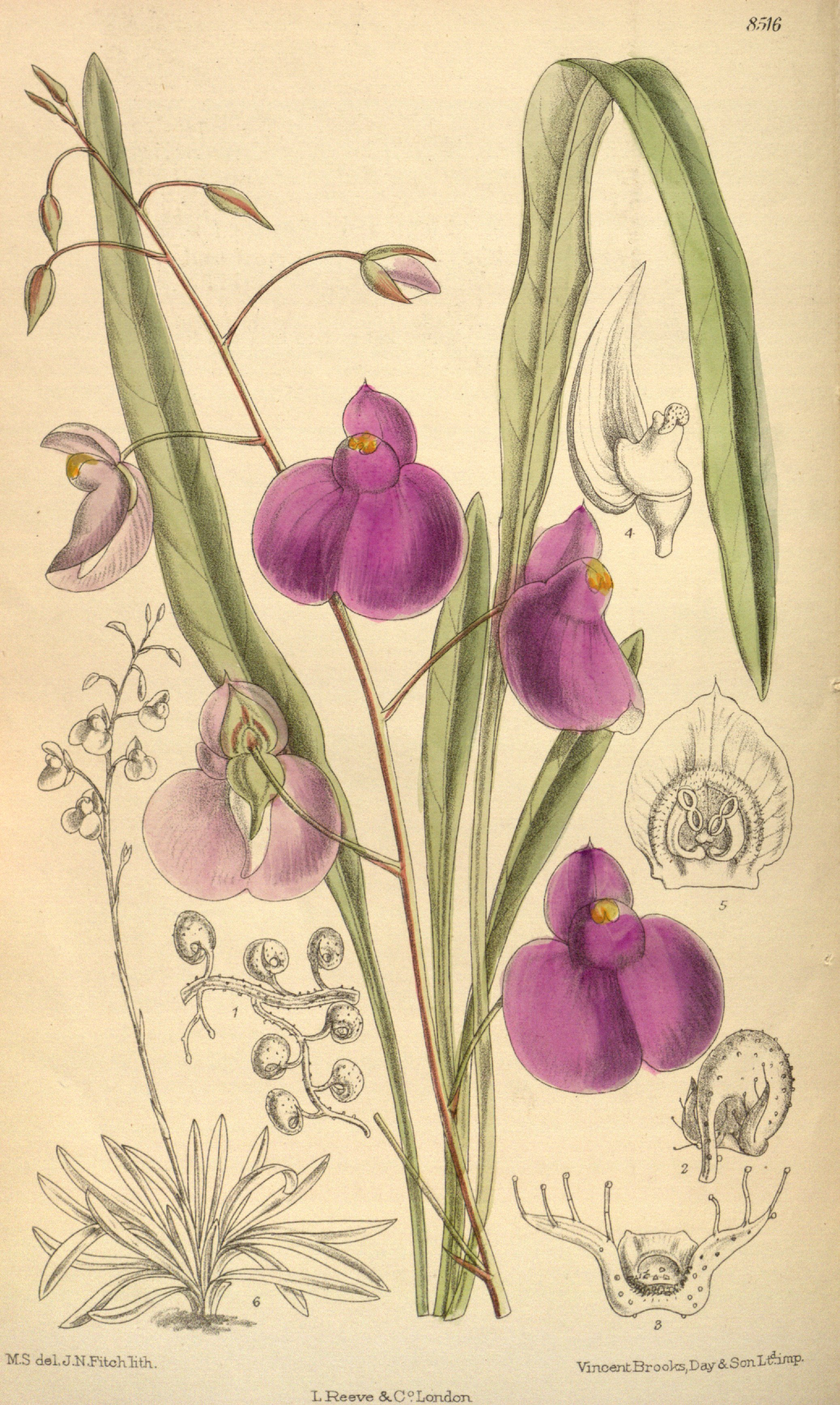